# Noël (album)
Noël – pierwszy album świąteczny  katolickiego zespołu muzycznego The Priests. Wydany 6 grudnia 2010 roku.

## Lista utworów
| #  | Tytuł                                                              | Czas |
| -- | ------------------------------------------------------------------ | ---- |
| 1  | "Ding Dong Merrily on High"                                        | 2:19 |
| 2  | "The First Nowell"                                                 | 3:1  |
| 3  | "Sussex Carol"                                                     | 1:51 |
| 4  | "Little Drummer Boy / Peace on Earth"                              | 3:25 |
| 5  | "The Holly and the Ivy"                                            | 2:36 |
| 6  | "Away in a Manger"                                                 | 2:41 |
| 7  | "God Rest Ye Merry Gentlemen"                                      | 2:53 |
| 8  | "In the Bleak Midwinter"                                           | 3:41 |
| 9  | "In Dulci Jubilo"                                                  | 1:34 |
| 10 | "Joy to the World"                                                 | 2:29 |
| 11 | "Silent Night"                                                     | 3:48 |
| 12 | "O Come All Ye Faithful"                                           | 3:02 |
| 13 | "What Child is This"                                               | 2:37 |
| 14 | "Hark the Herald Angels Sing"                                      | 2:52 |
| 15 | "Little Drummer Boy / Peace on Earth" (wraz z Shane’em MacGowanem) | 3:28 |

## Rankingi
| Ranking (2010)            | Miejsce |
| ------------------------- | ------- |
| Ireland Albums Top 75     | 9       |
| Dutch Albums Top 100      | 68      |
| Finland Albums Top 40     | 46      |
| New Zealand Albums Top 40 | 16      |
| Swedish Albums Chart      | 23      |
| UK Albums Top 75          | 37      |
| Belgium Albums Top 50     | 47      |
| Italy Albums Top 100      | 97      |